# بالون

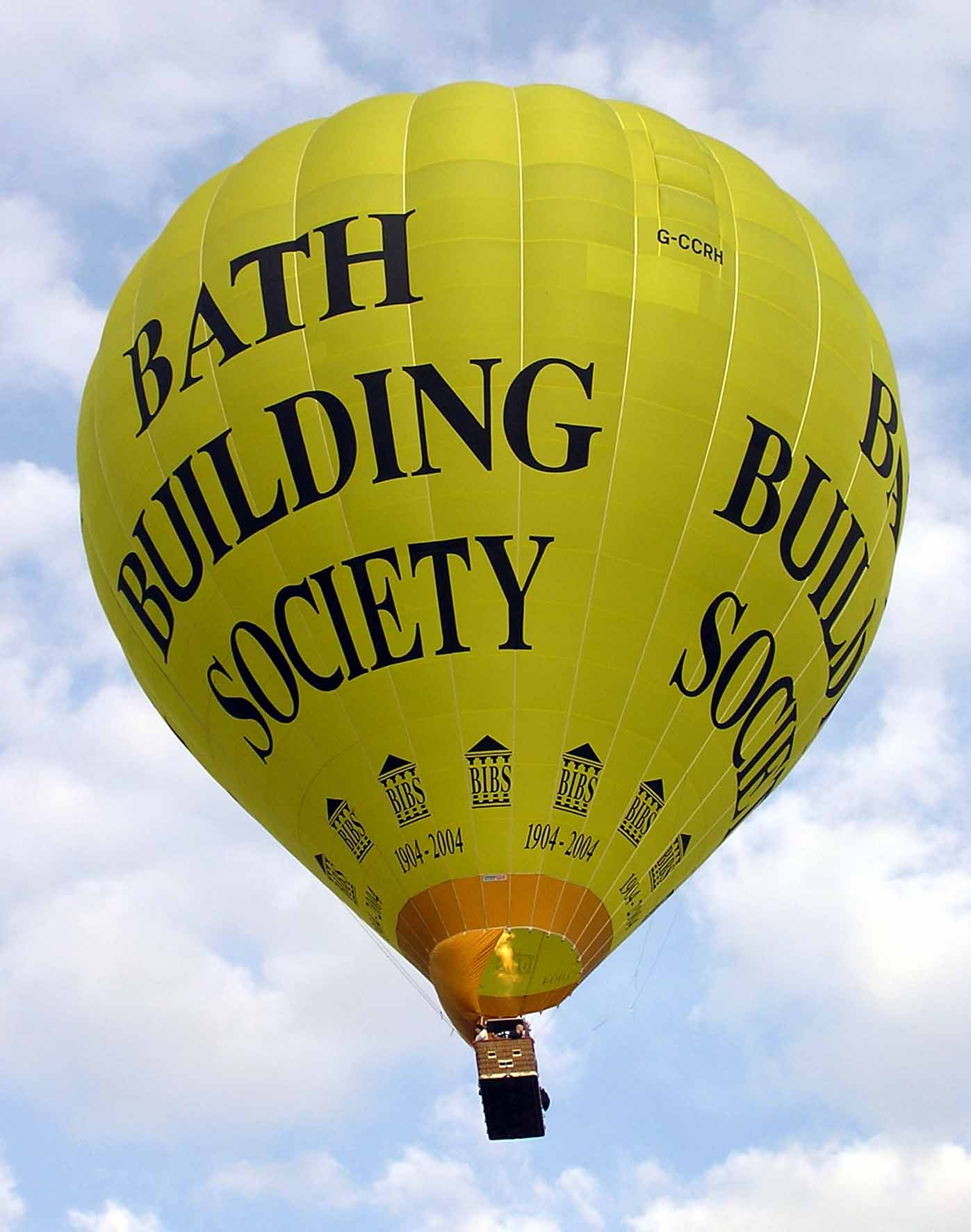
یک بالون در هوا.

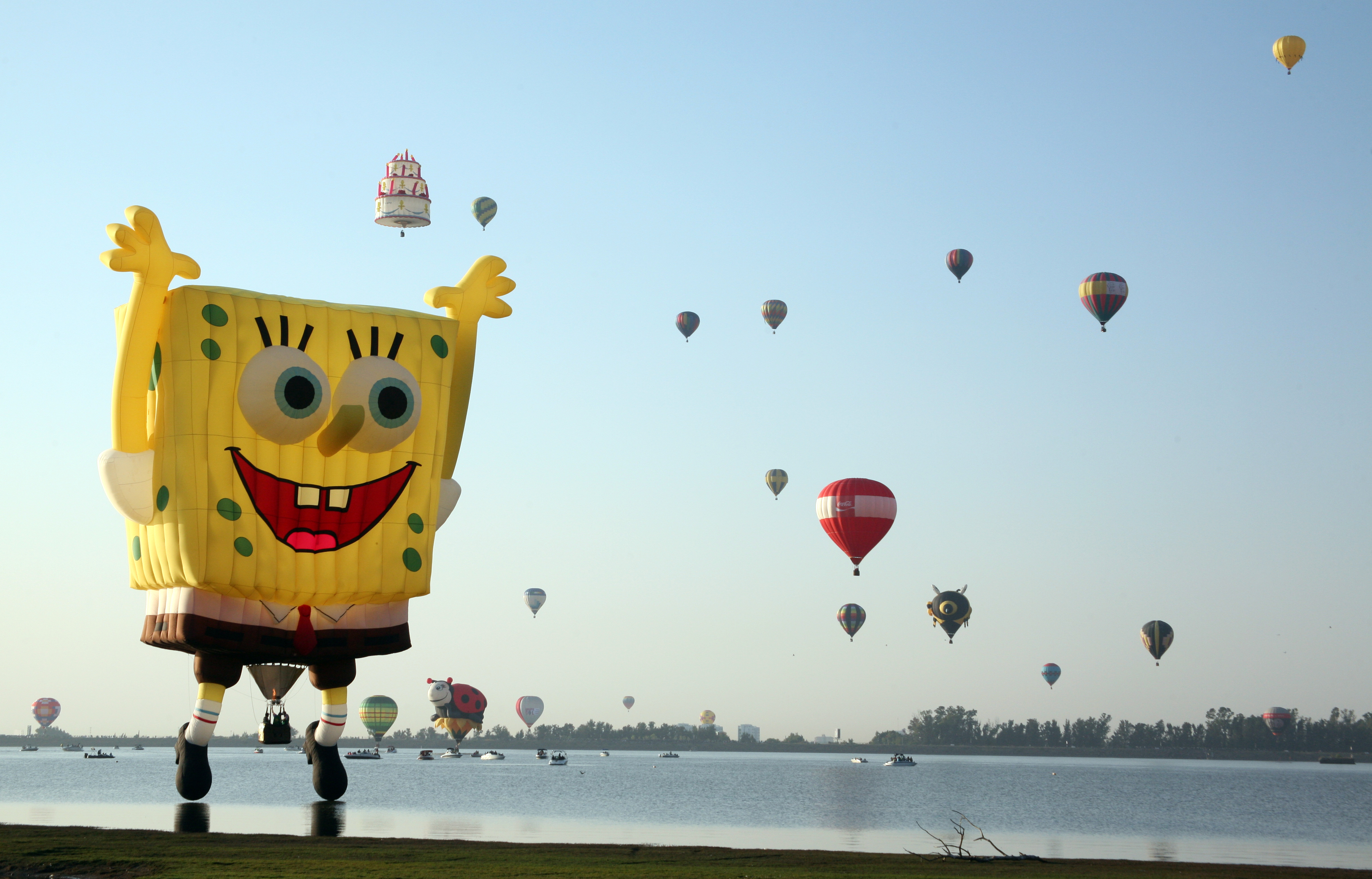
بالنی به شکل باب‌اسفنجی در حین آماده‌شدن برای پرواز در جشنوارهٔ بالون در شهر لئون، مکزیک.

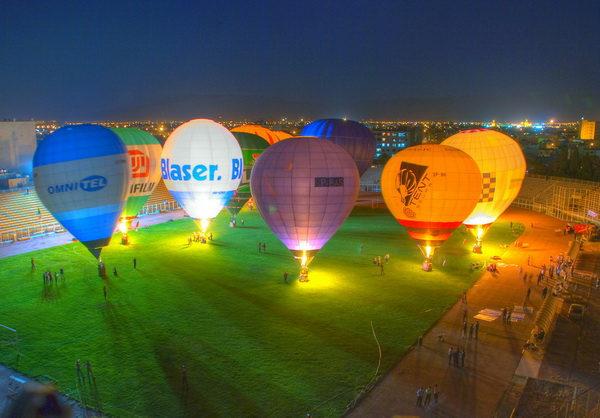
آماده‌سازی بالن‌ها برای پرواز در روز شیراز

بالن، گونه‌ای هواگرد است که به دلیل شناوری، در جو باقی می‌ماند. بالون با نیروی باد در آسمان به حرکت در می‌آید. بالن با یک کشتی‌هوایی که هواگرد شناوری است که می‌تواند در هوا به گونه‌ای کنترل شده حرکت کند، متفاوت است.
بیش‌از ۲۵۰ سال پیش، نخستین انسان «ژان فرانسوا پیلاتر د روزیر» با بالن هوای گرمی که برادران مون‌گلفیه در فرانسه آن را طراحی کرده بودند، پرواز کرد. یک بالن با عرض ۱۶ متر می‌تواند سه نفر را در سبد خود جای دهد. بالون از محفظه، گردنه، مشعل گازی و سبد تشکیل شده‌است.

## رکوردهای بالن هوای گرم
- دان کامرون و کریستوفر دیوی (انگلیسی) با بالن هوای گرم و گازی خود، زانوسی، به رکورد مسافت دست یافتند. آن‌ها در ۱۹۷۸ بیش از ۳۳۳۹ متر پرواز کردند.
- در ۱۹۸۰ جولیان نات (انگلیسی) با رسیدن به ارتفاع ۸/۱۶ کیلومتر به رکورد ارتفاع دست یافت.
- رکورد پرواز بدون توقف با بالن متعلق به هلن دو ریگانی و میشل آرنولد (فرانسه) است که در ۱۹۸۴ بیش ۴۰ ساعت بدون توقف پرواز کردند.
- ریچارد برانسون (انگلیسی) پرلند سترند (سوئدی) نخستین پرواز از روی اقیانوس اطلس را در ۱۹۸۷ انجام دادند.
- ریچارد برانسون (انگلیسی) پر لینستراد (سوئدی) نخستین پرواز از روی اقیانوس آرام را در سال ۱۹۸۰ انجام دادند.

## تاریخچه بالن

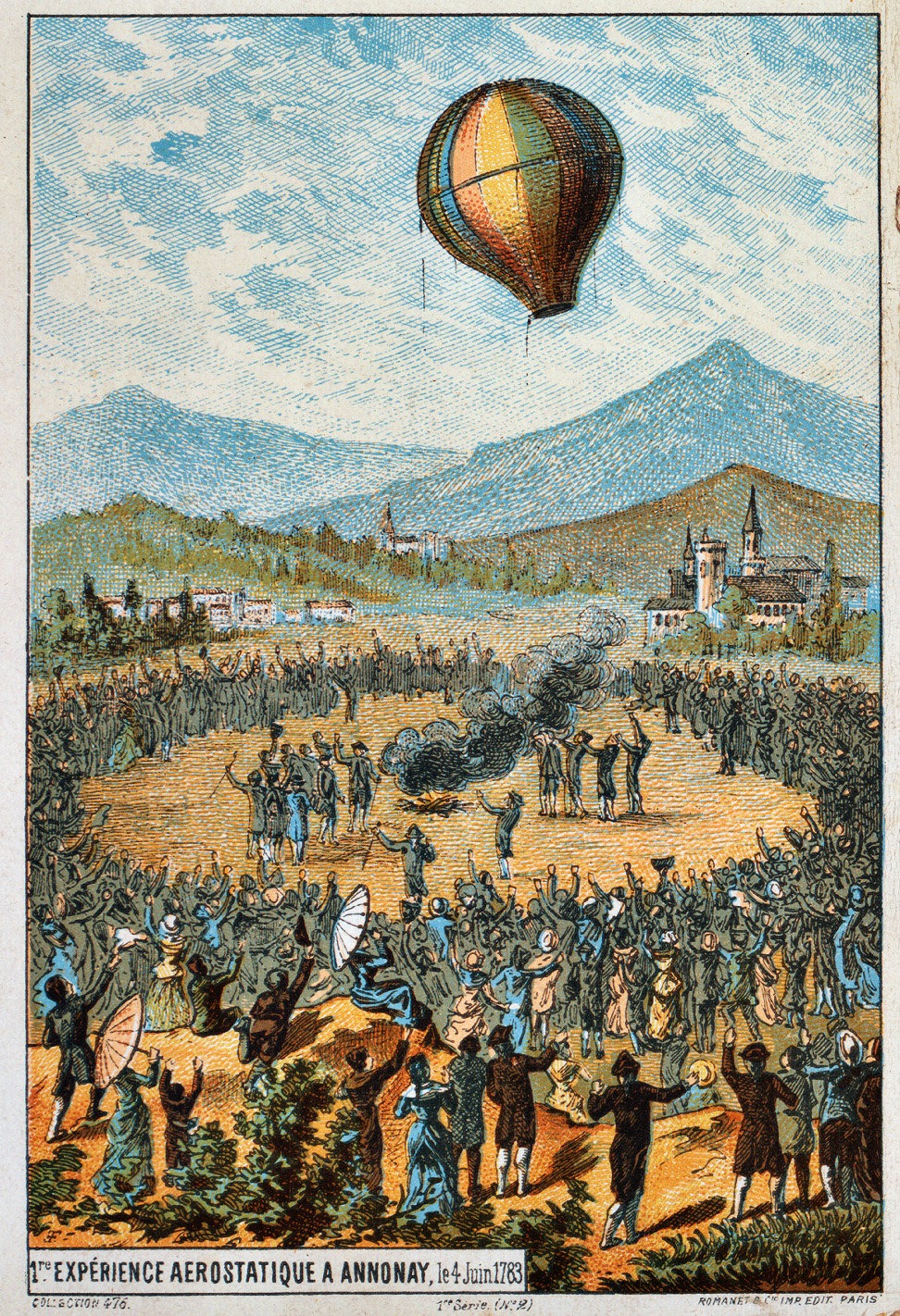
نقاشی قدیمی از بالن در سال 1783

در ۱۷۸۳ برادران مون‌گلفیه نخستین بالن هوای گرم را که قادر به حمل یک نفر بود را، ساختند. هوای گرم مورد نیاز به وسیلهٔ یک بخاری روی زمین گرم می‌شد. نخستین نمونه‌ها اغلب برای مشاهدات نظامی استفاده می‌شد. در ۱۸۴۹، از بالن برای بمباران شهر ونیز در ایتالیا استفاده شد.

ژاک شارل و کمک‌خلبانش برادران رابرت نخستین بالن پرشده از هیدروژن را در ۲۷ اوت ۱۷۸۳ به پرواز درآوردند. سپس او و همکارش تا ارتفاع حدود ۵۵۰ متر با بالن سرنشین‌دارشان بالا رفتند؛ که ابتکارشان در استفاده از هیدروژن برای بالا بردن، باعث شد که این نوع بالن به نام شارلی نامیده شود. (همان‌طور که نام برادران مون‌گلفیه برای بالن هوای گرم استفاده شد.

## قسمت‌های مختلف بالن هوای گرم
بالن از پارچه ضدآب ساخته می‌شود. پس‌از پُر شدن، ممکن است به اندازه یک خانه بشود. برای نگهداری بالن، آن را در محفظهٔ کوچکی تا می‌کنند به‌طوری‌که در صندوق عقب اتومبیل جا بگیرد.
صفحه‌ای در بالن وجود دارد که با تسمه به آن متصل شده‌است. پس از فرود بالن آن را کنار می‌زنند تا هوای گرم به سرعت خارج شود. یک سبد با سیم یا طناب از پایین بالن آویزان است. این سبد زیاد بزرگ نیست و در طی یک پرواز طولانی ممکن است بسیار سرد و ناراحت‌کننده باشد، اما هیجان و دیدن مناظر این مشکل را جبران می‌کند. در این سبد کپسول‌های گاز و وسایلی حمل می‌شود که خدمه برای محاسبه ارتفاع، جهت و مقدار باقی‌مانده سوخت از آن‌ها استفاده می‌کنند. مشعل گازی در قاب سبد محکم شده‌است. این مشعل گازی یک اجاق گاز پیک نیکی بزرگ است و در فواصل کوتاه روشن می‌شود تا بالون را در ارتفاع دلخواه نگه دارد. بالن به جهتی می‌رود که باد آن را می‌برد و خلبان با تجربه ارتفاع را تغییر می‌دهد تا از باد بیشترین استفاده را ببرد.
از بالن هوای گرم برای فیلم‌برداری هوایی نیز استفاده می‌شود.

## عملکرد بالن
هوای گرم از هوای سرد سبک‌تر است بنابراین بالا می‌رود که به این عمل همرفت می‌گویند. برای این که بالن به پرواز درآید، باید هوای داخل ان گرم شود. در بالن‌های پیشرفته برای این کار از مشعل‌های گازی استفاده می‌کنند. اگر مشعل روشن شود، بالون بالا می‌رود. وقتی داخل بالن سرد شود ارتفاع کم می‌شود.
بالن‌های اسباب بازی در نمایشگاه با هوای گرم پر نمی‌شوند، اما باز هم بالا می‌روند. ان‌ها را پر از گاز هلیوم می‌کنند که سبک‌تر از هواست. هیدروژن سبک‌ترین گاز است و تا دهه ۱۹۳۰ در کشتی‌های هوایی و بالن‌های حمل مسافر به کار می‌رفت. متأسفانه هیدروژن زود مشتعل می‌شود و پس از یک رشته حوادث ناگوار، استفاده از ان ممنوع شد. در سال‌های اخیر، بار دیگر ان‌ها را با هلیوم پر می‌کنند که آتش نمی‌گیرند و نسبت به دهه ۱۹۳۰ آسان‌تر بدست می‌آید. شکل آیرودینامیکی بالن و جنس آن که معمولاً از لاستیک‌های مقاوم در مقابل نفوذ گازها است همه از مسایل بسیار مهم و حساس در ساخت و طراحی آن به‌شمار می‌آیند.

## کاربرد امروزه از بالن ها
امروزه از بالن‌ها بیشتر برای تفریح و ورزش استفاده می‌کنند. جشنواره‌های بالن در بسیاری از کشورها برگزار می‌شود و بالن سواران برای رقابت جمع می‌شوند. در این مسابقات تعقیب و گریز هم انجام می‌شوند. یکی از بالن‌ها پرواز می‌کند و بقیه نیز باید تا حد ممکن نزدیک به او پرواز کنند و نزدیک او به زمین فرود آیند.
امروزه اهمیت استفاده از بالن در بعضی موارد از جمله هواشناسی انکارناپذیر است.
یک دیگیر از کاربرد های بالن استفاده در سقوط آزاد است.بالن‌ها در ورزش سقوط آزاد به‌عنوان سکوی پرش نقش مهمی دارند، زیرا می‌توانند به ارتفاعات بالا (تا 3 کیلومتر) برسند، پایداری و آرامش در پرواز ارائه می‌دهند . این ویژگی‌ها بالن‌ها را برای پرش‌های نمایشی، رکوردشکنی و فیلم‌برداری از مناظر بکر ایران ایده‌آل می‌کند، ضمن اینکه امکان دسترسی به مناطق دورافتاده و هزینه نسبتاً کمتر در مقایسه با هواپیما یا هلیکوپتر را فراهم می‌کنند.
با این حال، بالن‌ها محدودیت‌هایی مانند حساسیت به شرایط جوی (باد بیش از 8 کیلومتر در ساعت) و نیاز به تجهیزات ایمنی پیشرفته برای پرش‌های مرتفع دارند. این ویژگی‌ها باعث می‌شود بالن‌ها برای پرش‌های خاص و مستندسازی جذاب باشند، اما نیازمند برنامه‌ریزی دقیق و توجه به ایمنی هستند، به‌ویژه در پروژه‌هایی که هدفشان ترکیب سقوط آزاد با نمایش زیبایی‌های طبیعی ایران است.
در گذشته نیز از بالن برای مشاهده نظامی و همچنین بمب باران استفاده می‌شد.

## پیشینه

### ایران
در وقایع بالاتفاق دربارهٔ ساخت بالن در دارالفنون چنین آمده‌است:
در دارالفنون آزمایشگاه‌های فیزیک، شیمی داروسازی دائماً در کار و فعال بودند و ترکیباتی از نوع «سولفات دوزنگ، سولفات دوفر، اسید دوپتاس، تترا دار جان و کربنات دوپاس می‌ساختند». در کلاس هم نقشه می‌کشیدند و علم و عمل را با هم می‌آموختند. یکی از کارها تهیه گاز هیدروژن و فرستادن بالن به هوا بود.
ناصرالدین شاه در خاطرات خود می‌نویسد:
روز شنبه (۸ ربیع‌الاول ۱۲۹۴ / ۱۸۷۷م) پنج ساعت به غروب مانده دو بالن از جلوخان مدرسه معلم خانه آسمان رفت، ما بعد از صحبت با وزراء در باغ رفتیم بالای شمس‌العماره، حرم هم پشت بام اندرون‌ها بودند. کل تهران هم از زن و مرد روی بام‌ها و کوچه‌ها و غیره بودند. بالن اولی قرمز رنگ بود، هوا رفت، اما کم وافتاد در باغ سپهسالار مرحوم، مردم هم رفتند، ما بودیم در بالای شمس‌العماره، سیاچی، امین السلطنه، عضد الملک، ادیب الملک، فرخ خان، باشی، وجیه و غیره بودند. بعد بالن سفید بزرگ برش فرنگی باد شد، باز همه مردم دوباره جمع شدند در بام‌ها و غیره، این دفعه بالن بسیار خوب هوا رفت، نیم ساعت درست روی آسمان شهر ایستاده بود، دو هزار ذرع هم بلکه بیشتر هوا رفت. خیلی خیلی تماشا داد دو نفر با هم با این بالن بالا رفتند، بالاخره در باغ نظامیه یا باغ سپهسالار حالیه افتاد، بالن هم پاره شد. خلاصه خیلی خیلی تماشا داد. هیچ وقت همچه تماشا مردم نکرده بودند.

### پرواز بالن‌ها در سال‌های اخیر
پس از انقلاب اسلامی در ایران، پرواز بالن‌ها به دلیل مسائل امنیتی ممنوع شد. اما در ۱۵ اردیبهشت ۱۳۸۹ به مناسبت روز شیراز، برای نخستین بار ۱۲ بالن هوای داغ به‌طور هم‌زمان بر فراز آسمان شیراز به پرواز درآمدند. بالن‌ها از ۲ منطقه استادیوم ورزشی حافظیه و دانشگاه علوم پزشکی برخاسته و پس از پروازی تقریباً ۲ ساعته بر فراز شهر شیراز، در نقاط مختلف فرود آمدند.